# Безродный, Николай Александрович
Никола́й Алекса́ндрович Безро́дный (21 декабря 1949, Даниловка, Сталинградская область — 5 марта 2014, Михайловка, Волгоградская область) — народный депутат РФ (1990—1993), избирался народным депутатом Волгоградского областного Совета, директор Себряковского цементного завода (г. Михайловка, Волгоградская область).

## Биография
Родился в 1949 году. Окончил Ленинградский технологический институт им. Ленсовета.
Народный депутат РФ в 1990—1993 годах, входил в состав фракции «Промышленный союз».